# رون ويلسون (لاعب هوكي الجليد)
رون ويلسون (بالإنجليزية: Ron Wilson)‏ (و. 1955  م) هو لاعب هوكي الجليد من كندا، والولايات المتحدة، ولد في وندسور، مركز لعبه هو مدافع ‏.
.

## التعليم
تعلم في كلية بروفيدنس.

## روابط خارجية
- رون ويلسون على موقع دوري الهوكي الوطني (الإنجليزية)
- رون ويلسون على موقع قاعة مشاهير الهوكي (لاعب أن.إتش.أل) (الإنجليزية)
- رون ويلسون على موقع EliteProspects.com (الإنجليزية)
- رون ويلسون على موقع Eurohockey.com (الإنجليزية)
- رون ويلسون على موقع HockeyDB.com (الإنجليزية)
- رون ويلسون على موقع Hockey-Reference.com (الإنجليزية)
- رون ويلسون على موقع أوليمبيديا (الإنجليزية)